# Ancylanthos
Ancylanthos es un género con ocho especies de plantas con flores perteneciente a la familia Rubiaceae. 
Es considerado un sinónimo del género Vangueria